# سدلیتسه (ناحیه پلهریموف)
سدلیتسه (به چکی: Sedlice) یک منطقهٔ مسکونی در جمهوری چک است که در ناحیه پلهریموو واقع شده‌است. سدلیتسه ۵٫۵ کیلومتر مربع مساحت و ۱۴۳ نفر جمعیت دارد و ۴۸۶ متر بالاتر از سطح دریا واقع شده‌است.